# Франкирование
Франкирова́ние, или франкиро́вка (от итал. fran-care «освобождать» ← лат. francus «бесплатный») — форма предварительной оплаты почтового сбора, материальное свидетельство оплаты услуг почтовой связи, предоставляемых учреждениями связи (почтой) по утверждённым тарифам. Видами такого франкирования могут быть такие знаки почтовой оплаты, как почтовые марки, наклеенные на почтовые отправления, напечатанные или вытисненные на цельных вещах, кодировки, ярлыки, пометки от руки (в том числе подписи лиц, пользующихся правом льготного франкирования), а также иные виды отметок, наносимых на почтовые отправления и разрешающих их пересылку по почте.

## Способы франкирования
Франкирование производится следующими способами:
- наклеиванием знака (знаков) почтовой оплаты на соответствующую почтовому тарифу сумму,
- использованием бланков с напечатанным знаком почтовой оплаты (цельных вещей),
- нанесением оттисков франкировочного штемпеля, наклеиванием полоски, наклейки, нанесением пометки или надпечатки,
- нанесением оттиска франкировальной машины или наклеиванием полоски бумаги с таким оттиском (франкотип),
- нанесением оттиска штемпеля или наклеиванием наклейки, которые подтверждают освобождение от уплаты почтового сбора или его паушальную оплату.

## Типы и методы франкировки

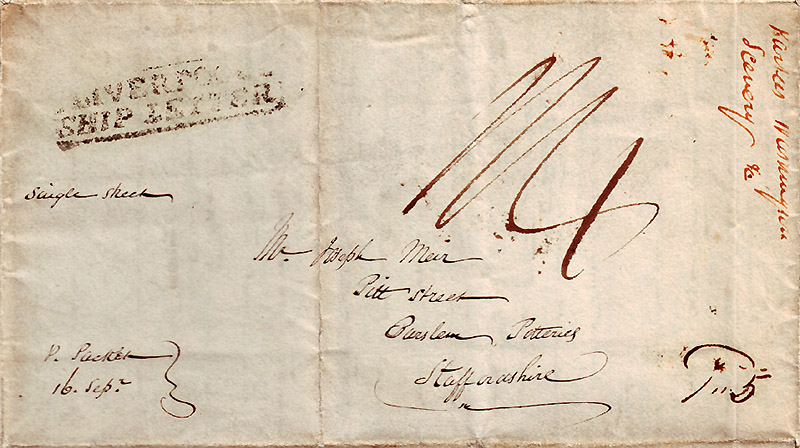
Письмо (без марки) судовой почты в Ливерпуль (Liverpool Ship Letter, 1832). Франкирование пером «Paid 5» («Уплачено 5»), выполненное почтовым служащим в Филадельфии (штат Пенсильвания)

Хотя все наклеенные почтовые марки и другие знаки, нанесённые на почтовое отправление для обозначения его пригодности для пересылки по почте, являются франкированием (или «франкировкой»), отнюдь не все виды и способы применяются для франкирования всех видов или классов почтовых отправлений. Всемирный почтовый союз (ВПС) осуществляет координацию применения почтовых правил государствами - участниками организации, включая их отношение к франкированию, с целью обеспечения возможности обработки международных почтовых отправлений и обмена ими. До создания ВПС в 1874 году на международных почтовых отправлениях иногда наблюдалась смешанная франкировка (применение франкатуры нескольких стран), прежде чем почтовые ведомства стран мира заключили всеобщее соглашение о доставке международных почтовых отправлений, франкированных только в стране их отправки.
Несмотря на имеющиеся различия в порядке применения и регулирования франкирования почты почтовыми администрациями 191 государства, которые являются членами Всемирного почтового союза, большая часть почтовых отправлений относится к одному (иногда больше, чем к одному) из нижеследующих четырёх основных видов и (или) способов франкирования.

### Почтовое франкирование

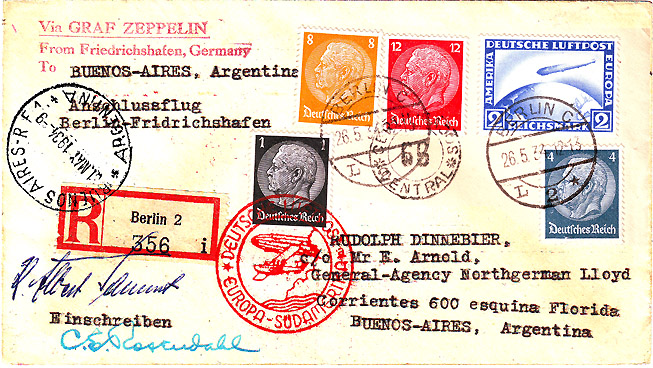
Франкированный авиапочтовый конверт Германии (Берлин — Буэнос-Айрес), доставленный дирижаблем «Граф Цеппелин» D-LZ127 (1934)

«Почтовое» франкирование — наклеивание и наличие почтовых марок или других знаков почтовой оплаты, официально признаваемых почтой или другими операторами, оказывающими почтовые услуги, которые указывают на факт платы достаточного тарифа за тот класс услуг, на который имеет или получило право почтовое отправление. До появления первой почтовой марки в 1840 году (британского «Чёрного пенни») предоплаченное франкирование производилось исключительно с помощью отметки от руки или ручным штемпелем «Оплачено» («Paid») и суммы взысканного сбора.

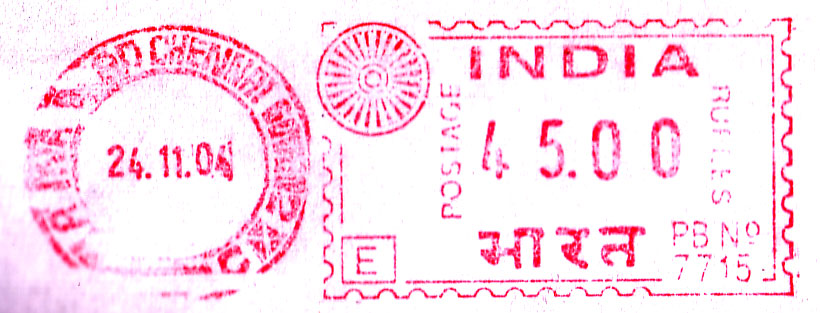
Пример почтовой франкировки машинным способом (Индия)

Помимо почтовых марок, почтовое франкирование может производиться в форме печатных или штемпельных оттисков в разрешённом формате, наносимых непосредственно франкировальной машиной, франкотипов, выполненных на компьютере франкировальных ярлыков или другими аналогичными методами («Postage Evidencing Systems»), в любой форме предварительно напечатанного извещения «Postage paid» («Почтовый сбор оплачен») на основании разрешения почтовой службы («Indicia»), или любого иного способа маркировки, принятого почтовой службой и предусмотренного почтовыми правилами, в подтверждение предварительной уплаты соответствующего тарифа. К почтовому франкированию также относятся доплатные марки или знаки, наносимые почтой и обозначающие сумму недоплаченного или неоплаченного почтового сбора, которая взимается с адресата при получении почтового отправления.

### Льготное франкирование

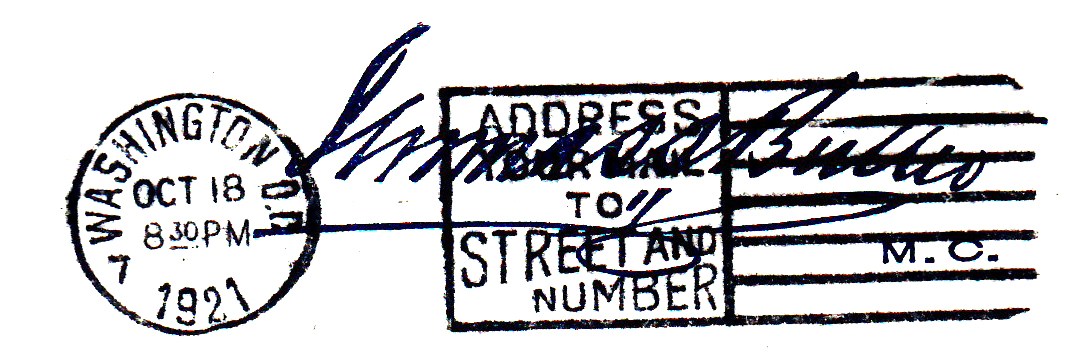
Пример машинной франкировки Конгресса США

«Льготное» франкирование (англ. privilege franking) — личная подпись от руки или печатное факсимиле подписи лица, имеющего право бесплатной пересылки своей почты («franking privilege»). Таким правом, к примеру, пользуются некоторые государственные чиновники (особенно депутаты законодательного органа) и иные лица в соответствии с законодательством или Почтовыми правилами. В США такое франкирование называется «Congressional Frank» («Франкирование конгресса») и может использоваться только в отношении служебной корреспонденции («Official Business»).

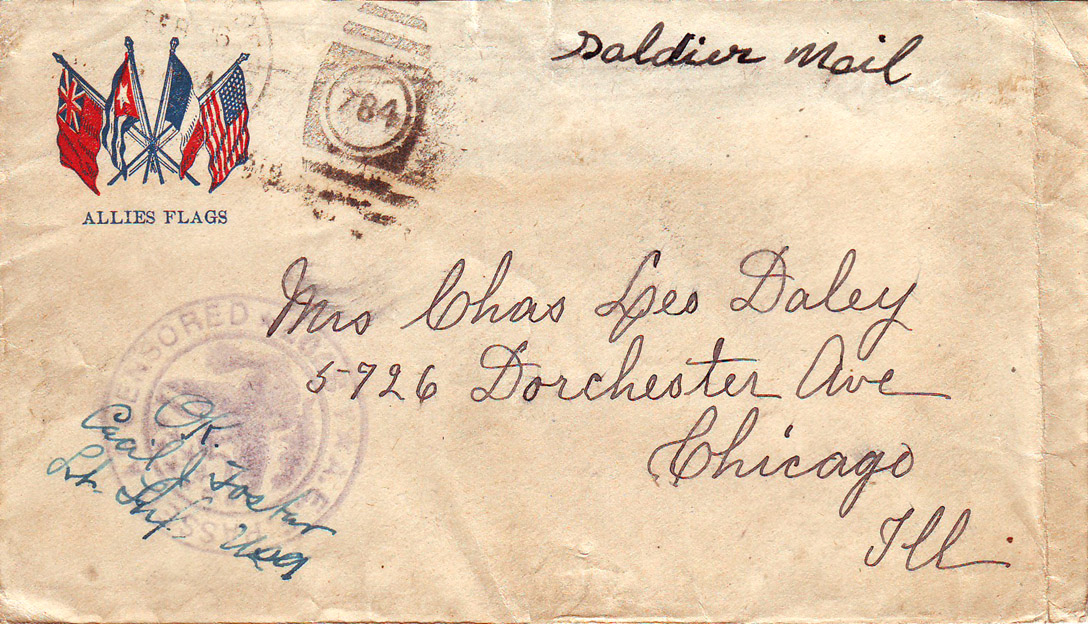
Франкирование пером «Почты военнослужащих» периода Первой мировой войны

Помимо указанного типа права бесплатной пересылки почты, время от времени (особенно в военное время) правительства и (или) почтовые администрации также разрешают военнослужащим срочной службы и иным категориям граждан отправлять почту бесплатно, указав «Бесплатное» («Free») или «Письмо военнослужащего» («Soldier’s Mail») (или текст аналогичного содержания) на почтовом отправлении вместо платного почтового франкирования либо путём использования соответствующей цельной вещи с бесплатной франкировкой. Если не указано иное, такие почтовые отправления обслуживаются как отправления первого класса.

### Служебное франкирование

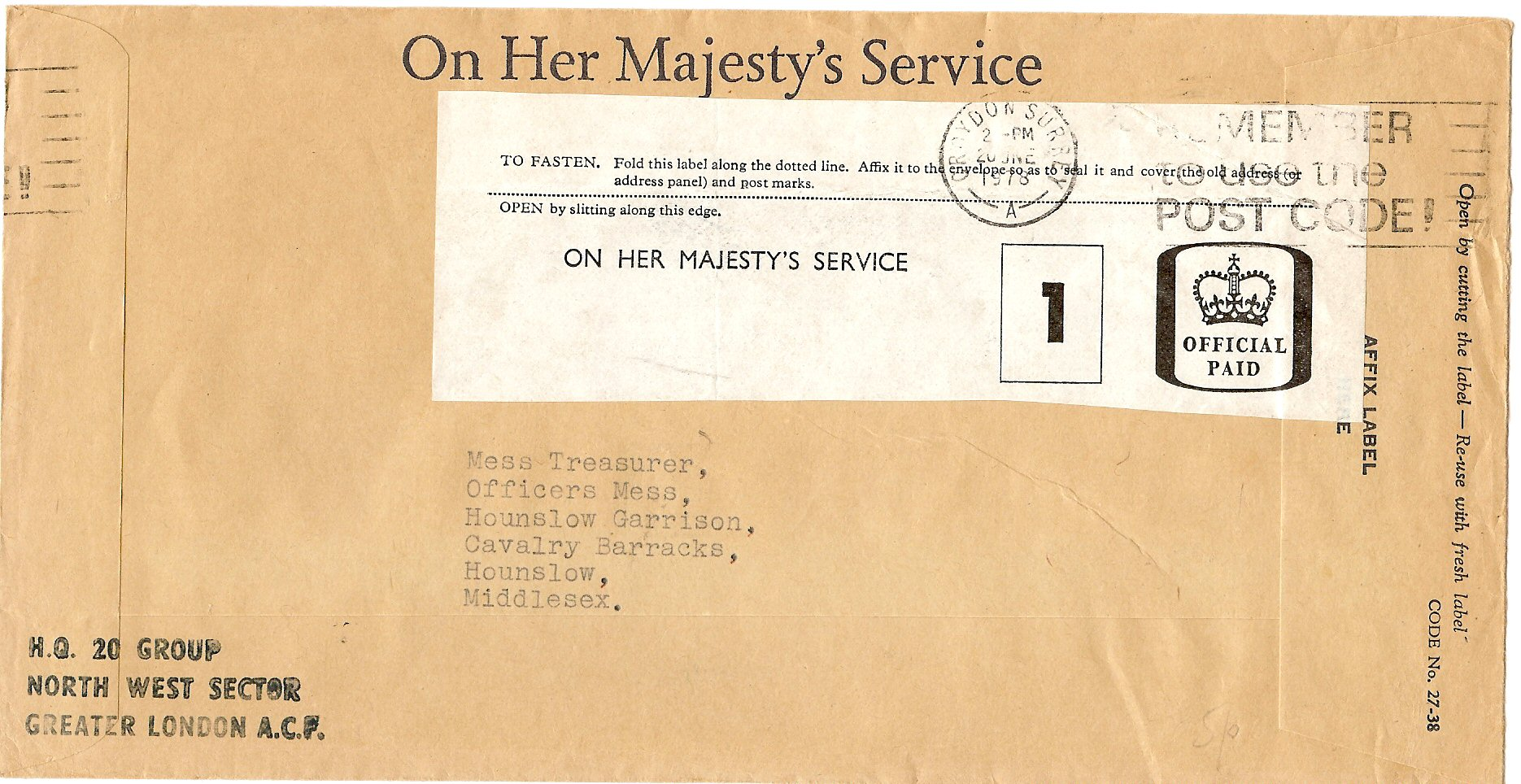
Фрагмент конверта со служебным франкированием Великобритании

«Служебное» франкирование («Official Business» franking) — франкатура, напечатанная или наклеенная на почтовых отправлениях, предназначенных для служебного пользования национальных правительств (то есть правительств, у которых также имеется почтовая администрация), и в силу этого пригодная для почтового обслуживания без дополнительного платного франкирования. В странах британского Содружества печатная франкатура содержит надпись «Official Paid» («Служебное. Оплачено») и применяется государственными ведомствами на почтовых штемпелях, цельных вещах, наклейках (виньетках), служебных марках, а также на отметках от руки и на машинных штемпелях.

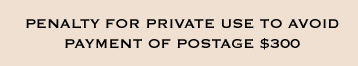
Фрагмент конверта с франкированием «Penalty» («штрафное»; США)

В США почтовые отправления такого рода пересылаются с использованием цельных вещей или адресных ярлыков, включающих франкировку «Penalty» («Penalty For Private Use To Avoid Payment of Postage $300» — «Штраф за частное использование с целью избежать уплаты почтового сбора 300 долларов»), напечатанную на почтовом отправлении, и (или) франкируются особыми марками — Penalty Mail Stamps (PMS) соответствующего номинала. Такие почтовые отправления обычно пересылаются почтой первого класса (First Class Mail) (или равнозначной почтой), если не предусмотрено иное (к примеру, массовые почтовые отправления).

### «Business Reply Mail»

Фрагмент конверта «почтового отправления с оплаченным ответом» (США)

Франкирование почтового отправления с оплаченным ответом (Business Reply Mail, сокращённо BRM) — предоплаченное франкирование с номером разрешения (permit), по которому почтовые отправления с такой отметкой пересылаются почтой первого класса (First Class Mail) уполномоченной почтовой службой без предварительной оплаты отправителем. (В международном почтовом отправлении с оплаченным ответом (International Reply Mail) в качестве класса почтовой связи может быть указана авиапочта.) Почтовые сборы за пересылку почтового отправления с оплаченным ответом оплачиваются владельцем разрешения после его доставки по адресу, указанному в разрешении и предварительно напечатанному на почтовом отправлении с оплаченным ответом. Государственные органы также используют почтовые отправления с оплаченным ответом для отправки ответов, связанных со служебными целями.

### Завышенное франкирование
Завышенное франкирование — франкатура почтового отправления с превышением требуемой почтовым тарифом суммы. Как правило, такое франкирование говорит о филателистическом (коллекционном) характере почтового отправления, поскольку обычная корреспонденция франкируется в соответствии с действующим почтовым тарифом или чуть выше него при отсутствии почтовых марок соответствующих номиналов.

### Переходное франкирование
Переходное франкирование — смешанная франкатура почтового отправления почтовыми марками изымаемого из почтового обращения выпуска и почтовыми марками сменяющего его выпуска. В специализированных коллекциях ценятся переходное франкирование классическими почтовыми марками.

## Право франкирования

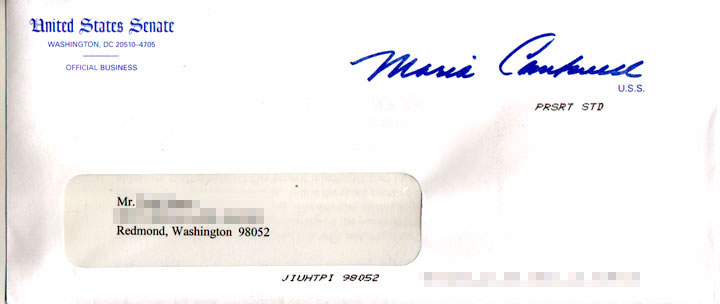
Почтовое отправление с франкировкой члена Конгресса США

Право франкирования корреспонденции, которое обычно предоставляется некоторым выборным должностным лицам государства, представляет собой право бесплатно отправлять корреспонденцию, снабжённую лишь подписью уполномоченного лица, которая является единственной франкировкой, требуемой для её пересылки по почте. Право франкирования предоставляется не в отношении всякой корреспонденции, а только в отношении служебной переписки, переписки со своими избирателями и в некоторых иных случаях, предусмотренных законом. Основным примером такого рода ограниченного льготного франкирования в США служит «франкирование Конгресса» («Congressional Frank»), право на которое имеют конгрессмены. Такое франкирование не является «бесплатным», так как соответствующие расходы Почтовой службы США компенсируются специальными ежегодными ассигнованиями из бюджета, в счёт которых каждому конгрессмену выделяется бюджет, который он вправе расходовать.
Комиссия по стандартам почты Конгресса (Commission on Congressional Mailing Standards), разговорное название которой «Комиссия по франкированию» («Franking Commission»), в состав которой входит шесть конгрессменов, представляющих обе партии, отвечает за надзор и регулирование права бесплатной пересылки корреспонденции в Конгрессе. В функции комиссии входит формирование «Официальной почтовой квоты» («Official Mail Allowance») каждого члена Конгресса пропорционально числу избирателей его избирательного округа. Эту льготу также имеют некоторые другие лица, такие как избранные конгрессмены и бывшие президенты США и их супруга или вдова. Президент, которому сенат вынес импичмент, будет лишён права франкирования после вынужденного оставления должности. Действующий президент не имеет личного права франкирования, но вице-президент США, который также является Председателем Сената, имеет такое право.
В Канаде право франкирования имеют монарх, генерал-губернатор, сенаторы, члены Палаты общин, секретарь Палаты общин, библиотекарь парламента, заместитель библиотекаря парламента, должностные лица парламента и должностное лицо Сената по этике (Senate Ethics Officer). Вся почта, направляемая этим лицам и отправляемая ими, пересылается бесплатно. Массовая рассылка членами Палаты общин ограничена четырьмя отправками в год и жителями избирательного округа такого парламентария.
В Италии пересылка почтовых отправлений в адрес президента страны осуществлялась бесплатно до 1999 года, когда было изменено соответствующее законодательство.

### История
Своеобразная форма права франкирования сложилась в английском парламенте в 1660 году в результате принятия закона об учреждении британской почтовой службы. В XIX веке, по мере значительного увеличения пользования почтой в Великобритании, предполагалось, что любой человек, имеющий связи в парламенте, мог франкировать почту своих друзей, обеспечивая её бесплатную пересылку.
В США право франкирования почты появилось раньше создания самой республики, когда Континентальный конгресс ввёл его для своих членов в 1775 году. Первый конгресс США принял закон о праве франкирования в 1789 году на самом первом своём заседании. Чтобы отправить свою почту бесплатно, вплоть до 1860-х годов члены конгресса много времени тратили на «проставление своего имени в верхнем правом углу официальных писем и пакетов». Однако 31 января 1873 года Сенат отменил «право франкирования конгресса, отклонив прошедшее через Палату представителей положение, которое предусматривало выпуск специальных марок для бесплатной пересылки печатных документов Сената и Палаты представителей». Однако не прошло и двух лет, как Конгресс начал делать исключения из этого запрета, включая бесплатную рассылку документов Конгресса, семян и сельскохозяйственных отчётов. Наконец в 1891 году, отметив, что конгрессмены являются единственными государственными служащими, которые должны были уплачивать почтовый сбор, Конгресс восстановил право франкирования в полном объёме. С той поры франкирование почты Конгресса находится под постоянным контролем и регулированием.
Поскольку одним из первых почтмейстеров США был Бенджамин Франклин, сатирик Ричард Армор назвал бесплатно пересылаемую почту конгресса «Franklin privilege» («Привилегия Франклина»).